# Cenred (roi de Northumbrie)
Pour les articles homonymes, voir Cenred.
Cenred ou Coenred est roi de Northumbrie de 716 à 718.

## Biographie
D'origine noble, Cenred est le fils de Cuthwine et le petit-fils de Leodwald. Les listes généalogiques de la « Collection anglienne » font remonter son ascendance jusqu'à Ida, le fondateur du royaume de Bernicie.
Cenred devient roi de Northumbrie après l'assassinat d'Osred. Il ne règne que deux ans et Osric, peut-être un frère ou demi-frère d'Osred, lui succède, sans que l'on sache si Cenred est mort, a abdiqué ou a été déposé. Le propre frère de Cenred, Ceolwulf, monte sur le trône en 729, après la mort d'Osric.